# Ptychopsis sanchoi
Ptychopsis sanchoi là một loài tò vò trong họ Ichneumonidae.